# Байрампаша
Байрампаша (тур. Bayrampaşa) — район провинции Стамбул (Турция), часть города Стамбул.

## История
Эти места стали заселяться с 1927 года, когда здесь стали давать земли туркам из-под Пловдива, и образовалась деревня Сагмалджылар. В 1930-1950-х годах сюда же переселялись босняки и албанцы из Югославии и Албании. С 1950-х годов здесь начала развиваться промышленность, и Сагмалджылар стал индустриальным районом.
Промышленное загрязнение вод и перегрузка из-за наплыва новых жителей водно-канализационной системы, построенной ещё Синаном во времена Османской империи, привели в 1960-х годах к вспышке холеры, и само название Сагмалджылар стало ассоциироваться с холерой. В связи с тем, что в XVII веке здесь размещалось имение Байрам-паши (великий визирь султана Мурада IV), то Сагмалджылар был переименован в Байрампаша.
В мае 1990 года территория, прилегающая к Байрампаша, была выделена из состава района Эюп в отдельный район.